# Lobocepon grapsi
Lobocepon grapsi är en kräftdjursart som beskrevs av Giuseppe Nobili 1905. Lobocepon grapsi ingår i släktet Lobocepon och familjen Bopyridae. Inga underarter finns listade i Catalogue of Life.